# Chihuahua (perro)
El chihuahua, también conocido como chihuahueño, es una raza de perro originaria de México, una de las razas de perros más antiguas del continente americano, además de ser el perro más pequeño del mundo. 

## Historia

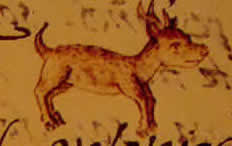
Un techichi, considerado el ancestro de los chihuahuas.

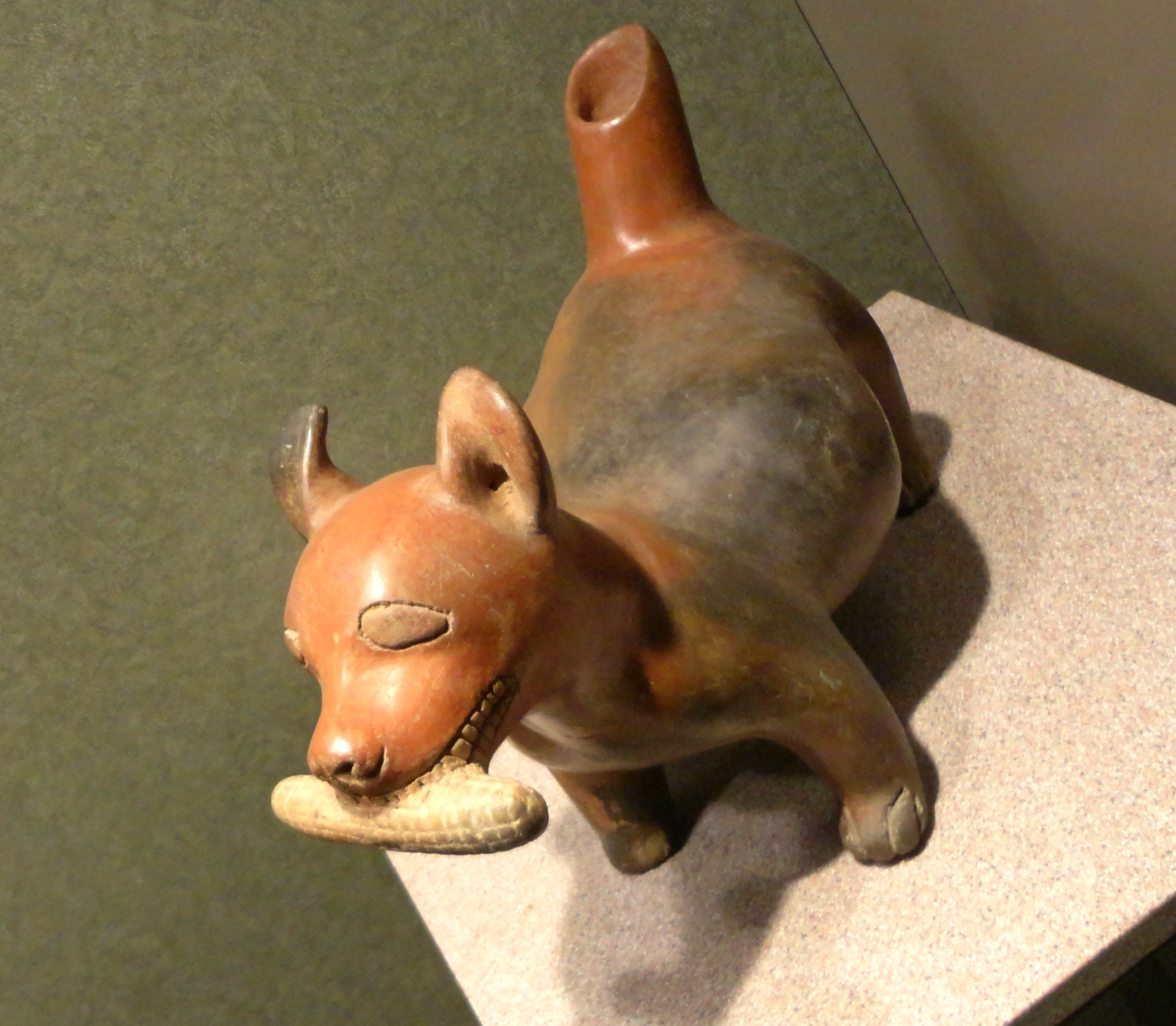
Techichi cargando maíz, Museo Nacional de Antropología de México.

La hipótesis más común y probable afirma que los chihuahuas son descendientes del techichi, un perro de compañía de la Civilización tolteca de México. Los registros más antiguos del techichi disponibles por ahora datan del siglo IX, pero probablemente sus antepasados ya estaban presentes entre los mayas. Perros que se aproximan a los chihuahuas se encuentran entre los materiales de las pirámides de Cholula, anteriores a 1530 y en las ruinas de Chichén Itzá, en la península de Yucatán.
De hecho, juguetes que representan perros parecidos a las variedades de chihuahuas "cabeza de ciervo" y "cabeza de manzana" se han descubierto a través de Mesoamérica, desde México hasta El Salvador. El primero de ellos se encontró en Tres Zapotes, en Veracruz, México, y data del año 100. Vasijas con efigies de perro, que también parecen representar al chihuahua, y datan de alrededor del año 1325 han sido descubiertas en los actuales estados estadounidenses de Georgia y Tennessee.
Un progenitor de la raza fue encontrado en 1850 entre ruinas antiguas cerca de Casas Grandes, Chihuahua. Una olla con la "cabeza de venado" fue descubierta en Casas Grandes, datada entre los años 1100 y 1300, demostrando la larga historia de esta raza en ese lugar.
El perro chihuahua actual es un perro mucho más diminuto que su predecesor. Una hipótesis considera que un antepasado del perro crestado chino, llevado de Asia a América a través del estrecho de Bering, fue responsable de la reducción de tamaño. La dificultad encontrada en el estudio genético para incluir al chihuahua en alguno de los clados de los perros del mundo podría apoyar la idea de un antiguo cruce de razas llegadas a América con sus primeros pobladores. El chihuahua se sitúa entre dos clados: el de perros antiguos y el de perros de juguete o miniatura. Así, una de las teorías de origen del chihuahua encuentra que es el resultado del cruce entre otras razas que habitaron el México antiguo. Sin embargo ninguna de estas teorías ha sido aceptada al cien por ciento.

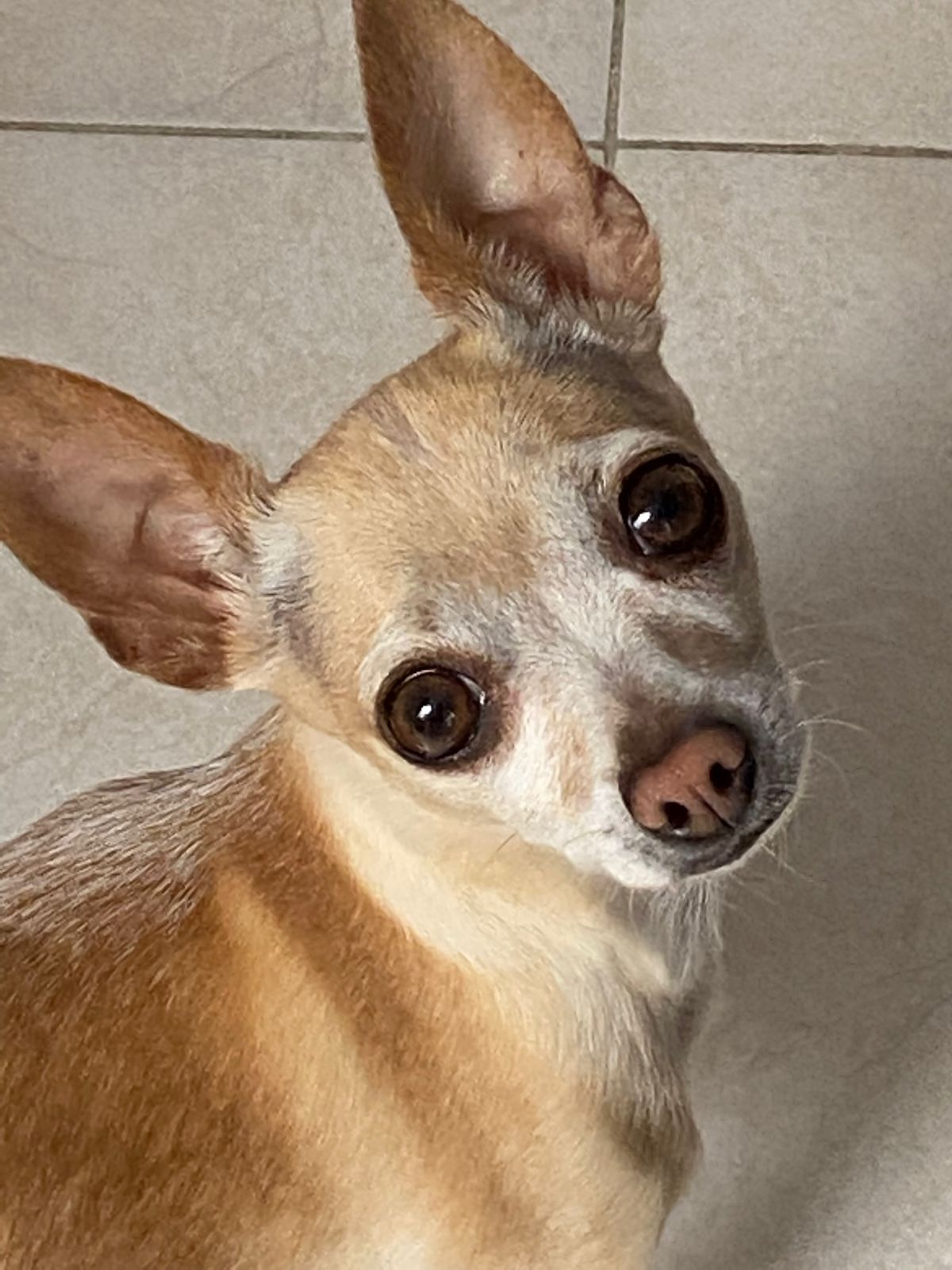
Las investigaciones genéticas han demostrado que los chihuahuas actuales son el resultado del cruce con perros europeos.

Las investigaciones genéticas han demostrado que los chihuahuas actuales son el resultado del cruce con perros europeos, pero además han descubierto que uno de los haplotipos de ADN mitocondrial que presentan ahora los chihuahuas es exclusivo de su raza y fue también detectado en perros precolombinos de México. Entonces, posiblemente sean el resultado del cruce del antiguo techichi con perros miniatura europeos.
Una teoría anterior afirmaba que los antepasados del chihuahua simplemente vivían en estado silvestre en el estado mexicano de Chihuahua y fueron domesticados por las personas de la región hasta llegar por el comercio a prácticamente todo el México precolombino.
En el Códice Florentino se mencionan cuatro tipos de perros distintos: El chichi itzcuintle, Tehui, Xolo itzcuintle y el Talchichi. Este último es el más parecido y podría tratarse del ancestro puro del chihuahua moderno. 

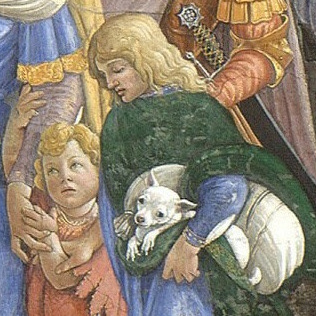
El pequeño perro en el fresco de Botticelli Los ensayos de Moisés (1480).

## Apariencia
Los chihuahuas son conocidos sobre todo por su tamaño pequeño y sus largas y rectas orejas y su pelaje corto.
El AKC (American Kennel Club) reconoce dos variedades de chihuahuas: el Chihuahua de pelo largo y el de pelo corto. Muchos chihuahuas de pelo corto tienen pelo muy delgado, pero otros tienen un pelo muy denso y grueso. El chihuahua puede medir hasta 16 cm en las piernas. Su cuerpo es compacto y bien construido.
Los estándares de crianza para este perro chihuahua no especifican, generalmente, una  altura solo un peso y una descripción de sus proporciones generales. Como resultado, la altura varía más que dentro de cualquier otra raza. Generalmente, el rango de altura es de entre 15 y 25 cm (seis y diez pulgadas) en la cruz. De cualquier modo, algunos perros crecen hasta los 30 a 38 cm (doce a quince pulgadas). Los perros de exhibición AKC deben pesar no más de 2,7 kg (6 libras); los estándares de la FCI marcan que los perros deben pesar entre 1,5 y 3 kg (3,3 a 6,6 libras), aunque perros más pequeños son aceptables en el espectáculo. Sin embargo, los chihuahuas de calidad mascota (eso es, aquellos criados o comprados como compañeros más que como perros de exhibición) pueden alcanzar (y alcanzan mayor peso) hasta 4,5 kg o más si tienen una estructura ósea que les permita tener sobrepeso. Esto no significa que no sean chihuahuas de raza pura, solo significa que no tienen los requerimientos para entrar a una exhibición. Chihuahuas de tamaños mayores son vistos por igual en las mejores y en las peores líneas de sangre. 

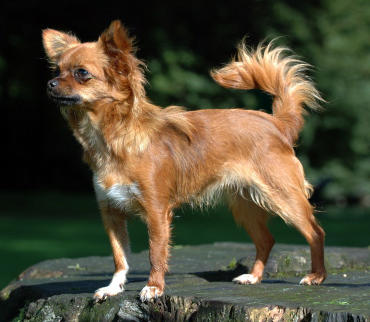
Chihuahua de pelo largo.

Los chihuahuas pueden presentar muchos colores, desde negro sólido hasta blanco sólido, manchados, o en una variedad de colores como cervatillo (café), chocolate, azul (gris), plata, tricolores (chocolate, blanco, o negro y blanco con marcas cafés y blancas), con líneas, y moteados. Cada uno de estos colores varía en tonos e intensidades; por ejemplo, café puede ser un término para describir a un perro desde un crema muy pálido hasta un café oscuro (casi rojo), o cualquier tono en medio. Algunos tienen una talla muy pequeña de estatura y podrían caber en un bolso de tamaño medio.

## Temperamento

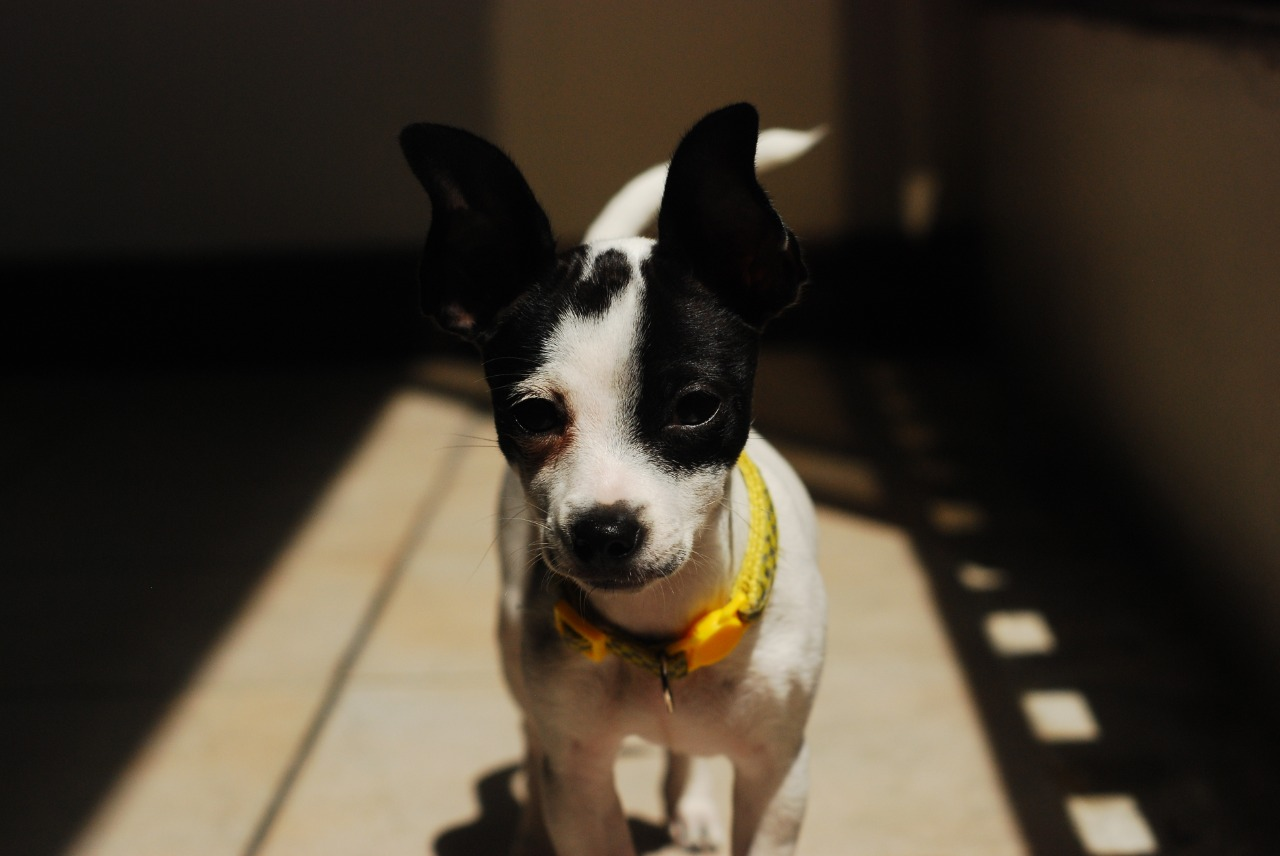
Chihuahua blanco y negro

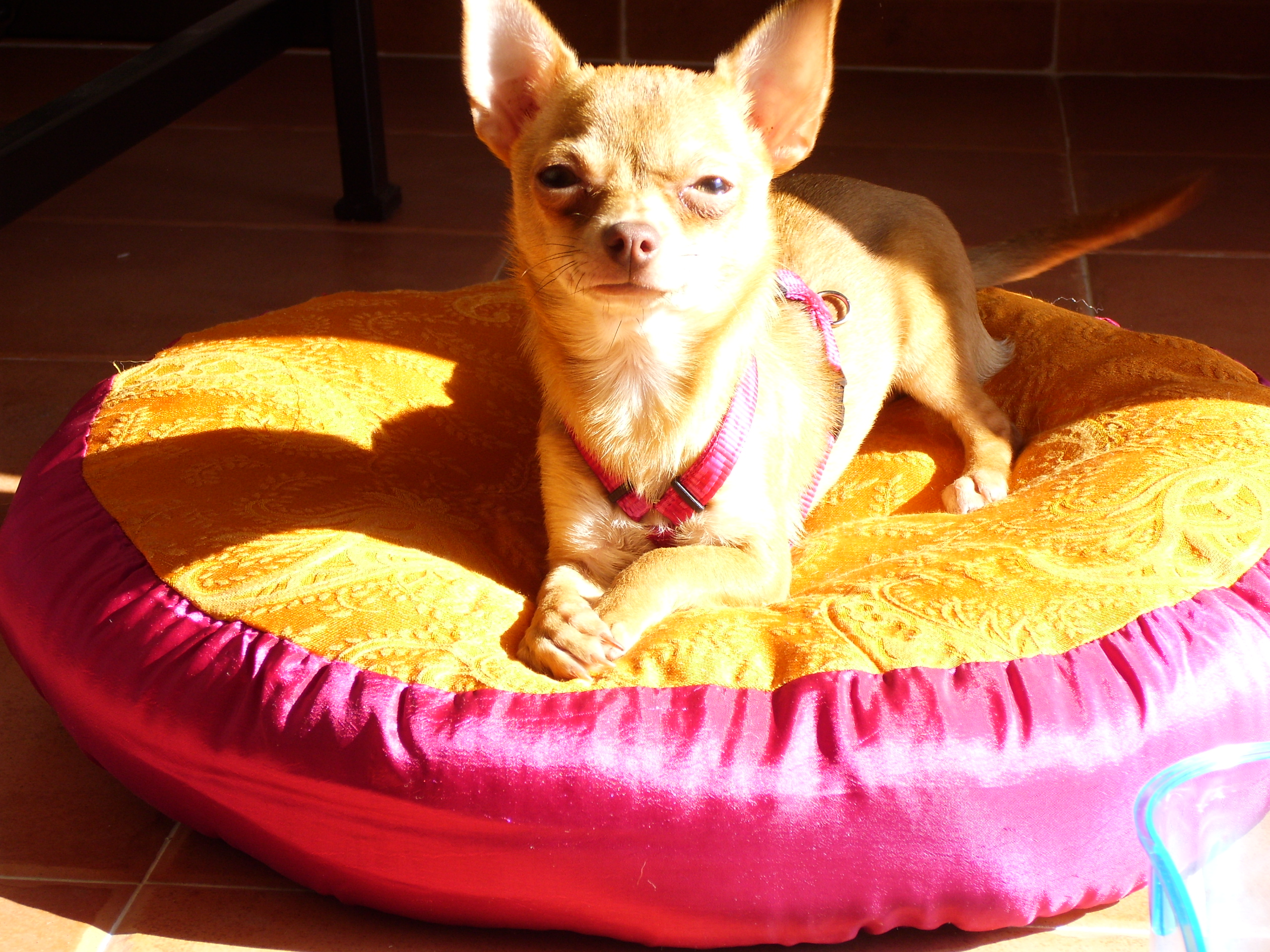
Chihuahua, hembra recostada

Los chihuahuas son preciados por su devoción, grandes ojos y personalidad. Su estado de alerta, inteligencia y tamaño los hacen adaptables a una variedad de ambientes, incluyendo la ciudad y pequeños departamentos, y generalmente viven dieciocho años o más. Si bien frecuentemente se les considera como débiles y frágiles, el entrenamiento correcto y la socialización pueden resultar en un animal de compañía excelente. El chihuahua necesita la socialización desde una edad más temprana. Sin amaestramiento correcto el perro puede ser propenso al complejo napoleónico. Además, los chihuahua, recibieron unas notas más altas de agresión dirigida tanto a la gente como a los perros que un índice medio. Por eso se recomienda comunicarse y ocuparse mucho con los chihuahuas.
Los chihuahuas son de tamaño pequeño y de fragilidad física. De cualquier manera, muchos de ellos centran su devoción en una persona, poniéndose demasiado celosos de las relaciones humanas de esa persona. Sin embargo, esto puede ser mitigado mediante la socialización. Los chihuahuas tienden a tener una naturaleza de clanes, prefiriendo la compañía de otros chihuahuas sobre otros perros. Por otro lado, parecen no tener conciencia de su tamaño y pueden enfrentarse a otros animales más grandes.

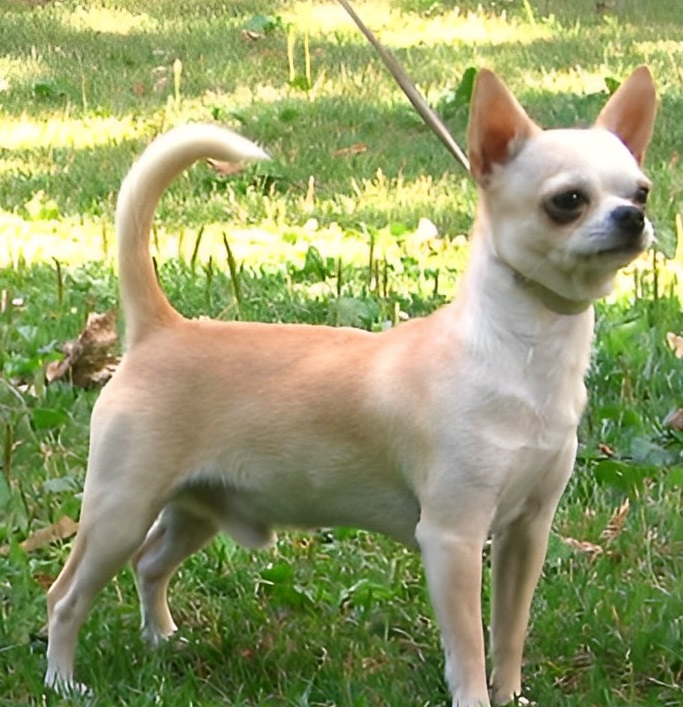
Perro chihuahua adulto de pelo corto.

## Salud
Los chihuahuas son una raza que requiere atención de un veterinario experto en áreas tales como nacimiento y cuidado dental. Los chihuahuas pueden tener anomalías genéticas, usualmente neurológicas, tales como epilepsia y apoplejías.
Los chihuahuas, como otros perros miniatura, también tienden a algunas condiciones dolorosas como luxación de codo, etcétera.
Otra anomalía genética en los chihuahuas y otras razas miniatura es la hidrocefalia, o agua en el cerebro. Esta condición aparece en cachorros jóvenes y generalmente resulta en la muerte del cachorro para el tiempo que llega a los seis meses de edad. Se piensa que esta enfermedad se diagnostica porque el cachorro tiene una cabeza anormalmente grande durante los primeros meses de vida, pero otros síntomas son más notables (debido a que "una cabeza grande" es una descripción muy vaga). Los cachorros chihuahuas que muestran hidrocefalia tienen cráneos parchados de placas en vez de hueso sólido, y típicamente son letárgicos y no crecen al mismo ritmo que sus hermanos. Un verdadero caso de hidrocefalia puede ser diagnosticado por un veterinario, aunque el pronóstico es desalentador.

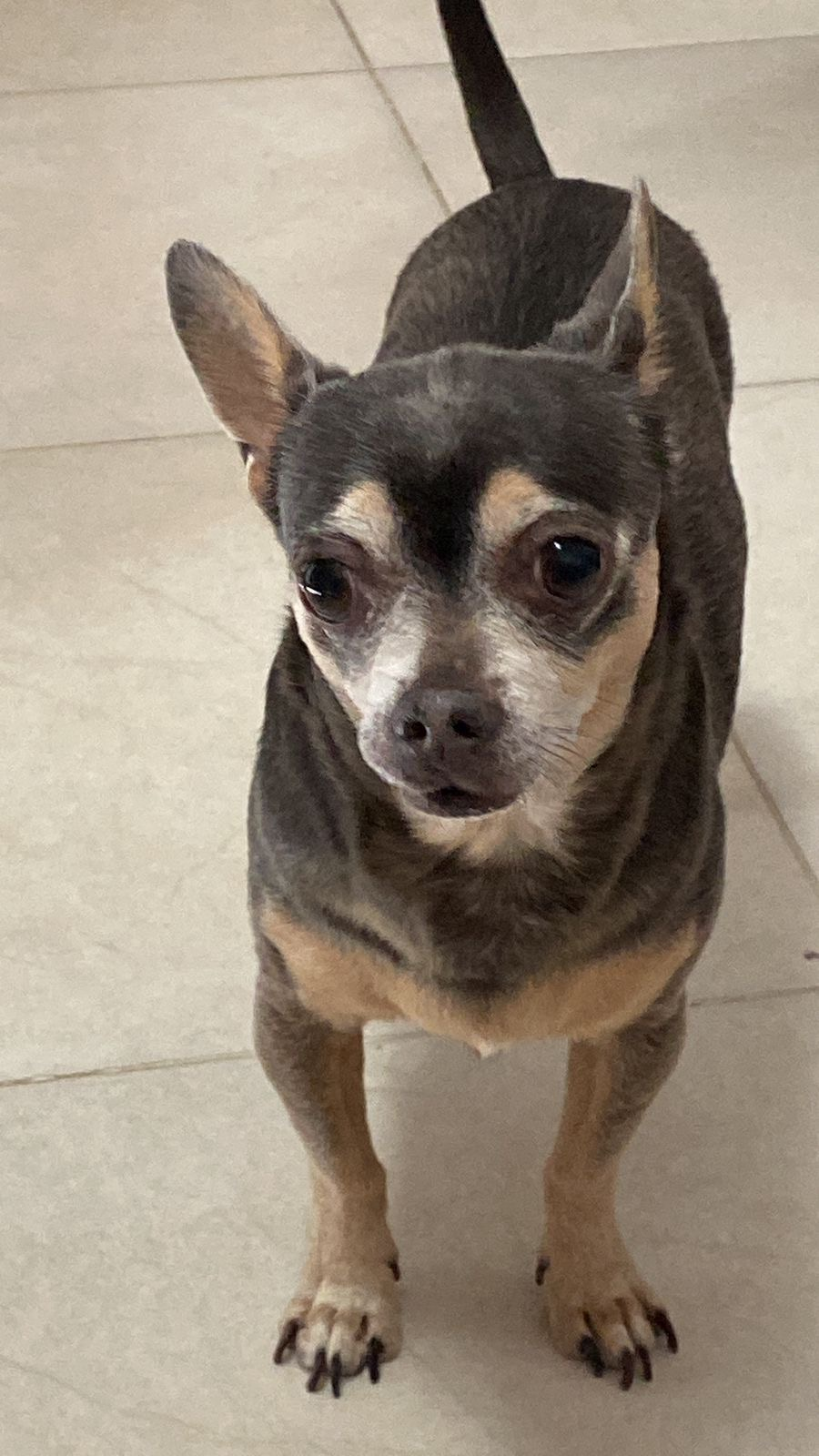
Los chihuahua son una raza pequeña.

Sin embargo algunos chihuahuas pueden tener lo que se denomina fontanela (mollera), y es totalmente natural y aceptado para la raza, la cual es una separación de los huesos craneales.
Los chihuahuas son también conocidos por sus fontanelas, consistente en un inofensivo punto suave en sus cráneos. El chihuahua es la única raza de perro que nace con un cráneo incompleto. La fontanela se llena con la edad, pero requiere gran cuidado durante los primeros seis meses hasta que el cráneo está totalmente formado. Muchos veterinarios no están familiarizados con los chihuahuas como raza, y suelen confundir la fontanela con hidrocefalia. El Chihuahua Club of America ha emitido una declaración referente a este diagnóstico erróneo.
Los chihuahuas tienden a las infecciones oculares debido a sus grandes, redondos y protuberantes ojos y su relativa cercanía con el suelo.
Los chihuahuas de coloración moteada, o descendientes de padres con tal coloración, tienden a una serie de complicaciones adicionales de la salud. La coloración moteada es un portador de otras posibles y severas condiciones oculares y ceguera, sordera, hemofilia, esterilidad, y otras condiciones médicas. Los compradores que poseen o desean comprar un chihuahua moteado deben hacer una investigación sobre las posibles condiciones de salud de esta coloración.
En comparación con las hembras, los machos tienen a presentar una mayor probabilidad de desarrollar ciertos trastornos, incluidos agresión, soplo cardíaco, otitis externa, conjuntivitis e infecciones del tracto respiratorio superior.

## Alimentación

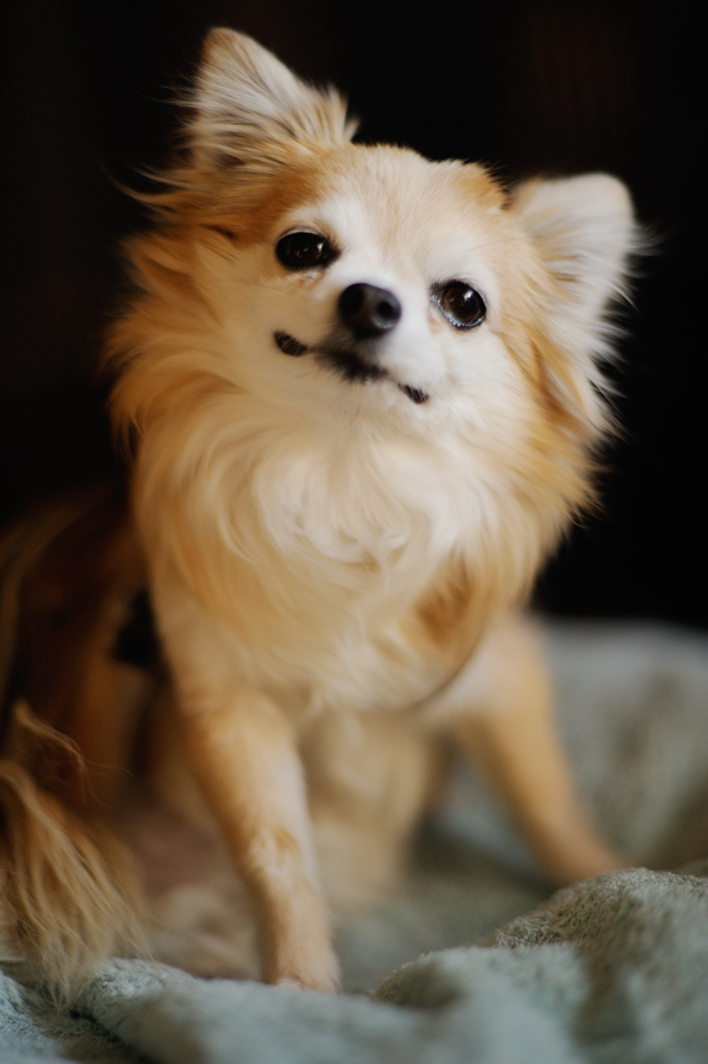
Un chihuahua de 15 años.

Los chihuahuas son omnívoros, y se debe de tener cuidado para darles una nutrición adecuada y equilibrada. Al mismo tiempo, también se debe tener cuidado en no sobrealimentar a esta pequeña raza. Los chihuahuas con sobrepeso tienden a tener problemas en los ligamentos, colapso traqueal, bronquitis crónica, y acortamiento de la expectativa de vida.
Junto con "mini", pocket y tiny toy, "tacita" es usado algunas veces para describir a chihuahuas y otros perros que son muy pequeños. Este y otros términos similares no son usados oficialmente por ningún club Kennel o criador reputado, y no son razas o tipos específicos del chihuahua. En particular, todos los chihuahuas son perros toy; no hay tal cosa como un toy chihuahua.
El ciclo sexual de la perra es, en comparación con el resto de los animales domésticos, único en muchos aspectos, ya que el tiempo que transcurre entre los periodos de celo (5-7 meses) es muy largo en proporción al tiempo de gestación (62 días), y la ovulación se produce una sola vez (pero en varios días) por celo.
El ciclo sexual se divide en cuatro etapas:
- Proestro (de 3-15 días): Las manifestaciones externas son aumento del volumen de la vulva, pérdidas sanguíneas vulvares y atracción de los machos. En esta fase la perra no admite la monta del macho.

- Estro (de 3 a 10 días): popularmente conocido como periodo de celo. La vulva está agrandada, hay una reducción de las pérdidas vulvares y gran atracción de los machos: es en este momento cuando se produce la ovulación, monta del macho y gestación.

- Diestro (de 110 a 140 días): este periodo comprende la gestación, parto y lactación si se produjo fecundación y la regresión a la normalidad de los tejidos si no se produjo.

- Anestro (de 150 a 250 días): ahora no hay signos exteriores y es el periodo ideal para realizar toda clase de intervenciones (ovario histerectomía).

## Gestación y parto

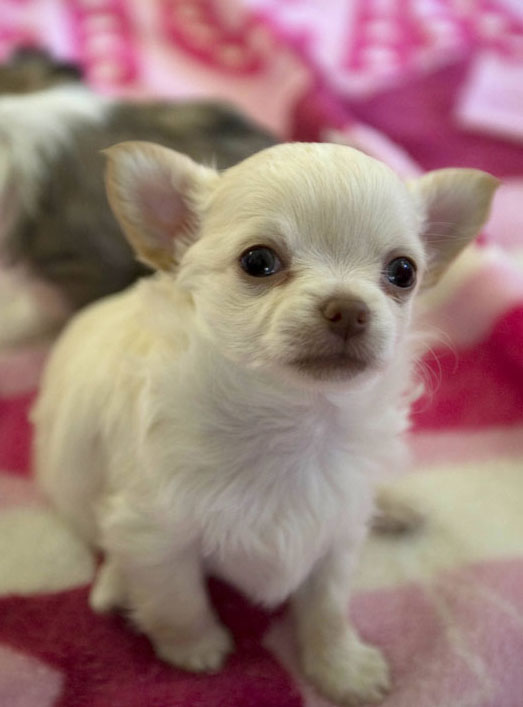
Cachorro de pelo largo.

El periodo de gestación tiene una duración de cincuenta y ocho a sesenta y tres días después de la monta. El período de parto normal oscila entre cinco y veinticuatro horas, y en algunos casos, principalmente si son primerizas, el tiempo se puede prolongar hasta 36 horas. Entre doce a veinticuatro horas antes del parto la temperatura corporal (medida en el recto) desciende 1º hasta situarse en 37-38 °C, empieza a tener leche, la vulva suele ponerse y con una ligera descarga vaginal, y puede tener un cambio de comportamiento: búsqueda de sitios oscuros y apartados, inquietud y construcción del nido.
El mecanismo del parto se divide en tres fases:
- La primera fase corresponde a la apertura y relajación del cuello del útero para la salida de los cachorros. La hembra tiembla, jadea y puede vomitar. Los labios vulvares se engruesan y se escapa por la comisura inferior un líquido viscoso blanco-amarillento. Se pueden apreciar contracciones uterinas, pero siempre de débil intensidad. Anda en círculos, se recuesta en el suelo, y no quiere comer ni beber (aunque algunas hembras muestran un apetito voraz).

La perra elige un sitio tranquilo y oscuro, y prepara su paridera rompiendo trapos y materiales; es conveniente proporcionarle elementos para que pueda realizar ese trabajo, lo más usual es el papel de diario. Nada debe molestarla a su alrededor.
- La segunda fase es la de expulsión de los cachorros. La hembra queda tumbada en posición sobre un lado, con la cara dirigida hacia su abdomen y comienzan las contracciones cada dos o tres minutos, con mucho esfuerzo.
- La tercera fase consiste en la expulsión de la placenta.[28]